# 安飛士租車
安飛士租車公司（英語：Avis Rent a Car System, LLC.）是一家屬於汽車租賃的跨國企業，母公司為美國安飛士·百捷集團（Avis Budget Group, Inc.）。創辦人華倫·安飛士（Warren Avis）於1946年在密西根州底特律的威洛魯恩機場（Willow Run Airport）以8萬5千美元創立，這是全球第一個將據點設於機場的租車公司。如今，安飛士租車公司成為全球第一大汽車租賃公司，超越了赫茲租車。

## 公司沿革
1946年華倫·安飛士（Warren Avis）於美國密西根州底特律的威洛魯恩機場（Willow Run Airport）以8萬5千美元創立安飛士租車公司，稍後並在邁阿密機場成立另一個據點。公司業務拓展得很快，1953年已經在歐洲、加拿大與墨西哥等國家地區設置據點。不過1954年華倫·安飛士以8百萬美元將其股權出售給波士頓的金融家理查·羅比（Richard S. Robie）。後來該公司經過數度轉手易主，直到2006年正式更名成安飛士租車系統有限公司（Avis Rent A Car System, LLC），並隸屬於安飛士·百捷集團（Avis Budget Group, Inc.）旗下。安飛士租車公司在美國境內設有1,249個據點，在全世界其他國家地區則設有約2,900個據點。
該公司的廣告標語為「We Try Harder」，成形於1963年，中譯成「再接再厲」。

### 在華人地區的發展
2002年安飛士·百捷集團與上海汽車集團股份有限公司所屬的上海汽車工業銷售有限公司各出資50%，組建了「安吉汽車租賃有限公司」，正式將安飛士租车引進中国大陆市場，是中国首家中外合资汽车租赁公司；目前該公司在該地約40個各級城市已建立約180個據點、8千餘輛車的規模。2019年4月28日，上汽集团与ABG集团达成股权变更协议，安吉汽车租赁有限公司改由上汽集团全资控股，中国大陆地区的“安飛士租车”也更名为“享道租车”，由此安飛士租车退出中国大陆市場。
在香港，則已設立2個服務據點。
2012年6月美國安飛士租車宣佈在臺灣成立分公司，開始營運租車業務目前在新竹縣竹北市設立分公司，並於全臺設有超過30個服務據點。

## 內部連結
- 安飛士·百捷集團
- 百捷租車

## 外部連結
- 美國官方網站（页面存档备份，存于）
- 臺灣官方網站（页面存档备份，存于）
- 中國大陆官方網站（境内租车业务已关闭，积分商城继续开放至2019年12月20日）/（境外租车业务）（页面存档备份，存于）
- 香港官方網站（页面存档备份，存于）